# Districtul Sömmerda
Districtul Sömmerda este un district rural (Landkreis) în landul Turingia, Germania. 
1. 1 2  GeoNames